# Clayton Lewis
Clayton Lewis est un footballeur international néo-zélandais né le 12 février 1997 à  Wellington. Il évolue au poste de défenseur.

## Biographie

### Carrière internationale
Avec la sélection néo-zélandaise, il participe à la Coupe du monde des moins de 20 ans 2015 organisée dans son pays natal. Lors du mondial, il joue trois matchs. Il inscrit un but contre la Birmanie.

## Palmarès
- Ligue des champions de l'OFC en 2016 et 2017